# And Your Bird Can Sing
«And Your Bird Can Sing» (с англ. — «И твоя пташка умеет петь») — песня английской группы «The Beatles», впервые выпущенная на альбоме 1966 года — «Revolver» в Великобритании и на альбоме «Yesterday and Today» в США. Песня написана Джоном Ленноном, но приписана дуэту Леннон/Маккартни. Первоначальный вариант названия песни — «You Don’t Get Me» (с англ. — «Ты не получишь меня»). Леннон считал «And Your Bird Can Sing» бросовой и малоинтересной, видимо, по причине сюрреалистического текста. Между тем в списке сотни самых выдающихся гитарных соло журнала «Guitar World» песня заняла 69 место. В музыкальном плане, однако, эта композиция — одна из сильнейших в альбоме, её питает неординарная гитарная мелодия и уверенный вокал Леннона. «And Your Bird Can Sing», вышедшая на альбоме «Revolver» в дальнейшем получила от своего автора Джона Леннона почётное звание «ещё один хоррор» (англ. «another horror») и вызывала ироничную ухмылку: «пустая коробка в подарочной обёртке» (англ. «fancy paper around an empty box»). Текст последовательно продолжал линию нонсенса «Norwegian Wood», был ещё более минималистичным и бессюжетным.

## О песне
Песня примечательна своим загадочным содержанием и отличительна звучанием сразу двух соло-гитар в исполнении Джорджа Харрисона и Пола Маккартни.
Существует несколько мнений об источниках, вдохновивших Леннона на создание композиции, напоминающей по своему звучанию другую композицию альбома — «She Said, She Said»:
- Принято считать, что песня адресована фронтмену группы «Rolling Stones» Мику Джеггеру и его подруге («bird») Марианне Фэйтфулл. «bird» — выражение из популярного сленга 60-х. Возможно, Леннон иронизировал по поводу не самого выдающегося вокала Марианны[6].
- В своей книге «Любовь нельзя купить» (2007) Джонатан Гоулд высказал предположение, что тема песни была навеяна пресс-релизом телевизионного шоу Фрэнка Синатры, построенном на сопоставлении пения крунера и «the Beatles» — «kid singers wearing mops» — «поющие ребятишки с причёсками, как у швабры». Версия также имеет право на существование, так как Синатра предпочитал называть себя и других исполнителей «птицей» — «bird»[7].

Название песни «And Your Bird Can Sing» также использовалось в саундтреке к мультипликационному сериалу «The Beatles». Композиция также звучит в популярной компьютерной видеоигре «The Beatles: Rock Band».
В строчке Seven wonders, которую можно встретить в песне, имеются в виду «The Seven Wonders of the World» — «Семь чудес света». В античной древности к ним относили пирамиды Египта, Висячие сады Семирамиды и т.д, позднее в этот перечень стали включать Великую китайскую стену, Пизанскую башню и другие достопримечательности.

## Запись
Гитарное соло исполняется вживую, без наложений Полом Маккартни и Джорджем Харрисоном. В первоначальном варианте, записанном 20 апреля 1966 года, Джордж записал соло один на двенадцатиструнной гитаре Rickenbacker. Эту версию с наложениями хохота Джона и Пола можно услышать на альбоме «Anthology 2».

## В записи участвовали
- Джон Леннон — ведущий вокал, ритм-гитара, хлопки
- Пол Маккартни — гармонический вокал, бас-гитара, соло-гитара, хлопки
- Джордж Харрисон — гармонический вокал, соло-гитара, хлопки
- Ринго Старр — барабаны, тамбурин

## Кавер-версии
- Группой «Helmet» на альбоме 2010 года - «Seeing Eye Dog».
- группой «The Jam».
- группой «Guadalcanal Diary» на альбоме «2X4».
- группой «Любэ».
- Мэтью Свит и Сюзанна Хоффс на альбоме 2006 года — «Under the Covers, Vol. 1».
- группой «I Fight Dragons» в 2009 году.
- Джеком Блэком.